# Puskás Aréna
El Puskás Aréna es un estadio de fútbol ubicado en el distrito 14 de Zugló en Budapest, Hungría. La construcción del estadio comenzó en 2017 y se terminó antes de finales de 2019. El estadio, propiedad de la Federación Húngara de Fútbol, posee una capacidad para 67.215 personas, y obtuvo la calificación de 5 estrellas de la FIFA y de la UEFA. El estadio está construido en el lugar del antiguo estadio Ferenc Puskás, cuya demolición se completó en octubre de 2016. Ambos estadios fueron nombrados en honor a la exestrella del seleccionado húngaro y legendario jugador de fútbol Ferenc Puskás.

## Historia

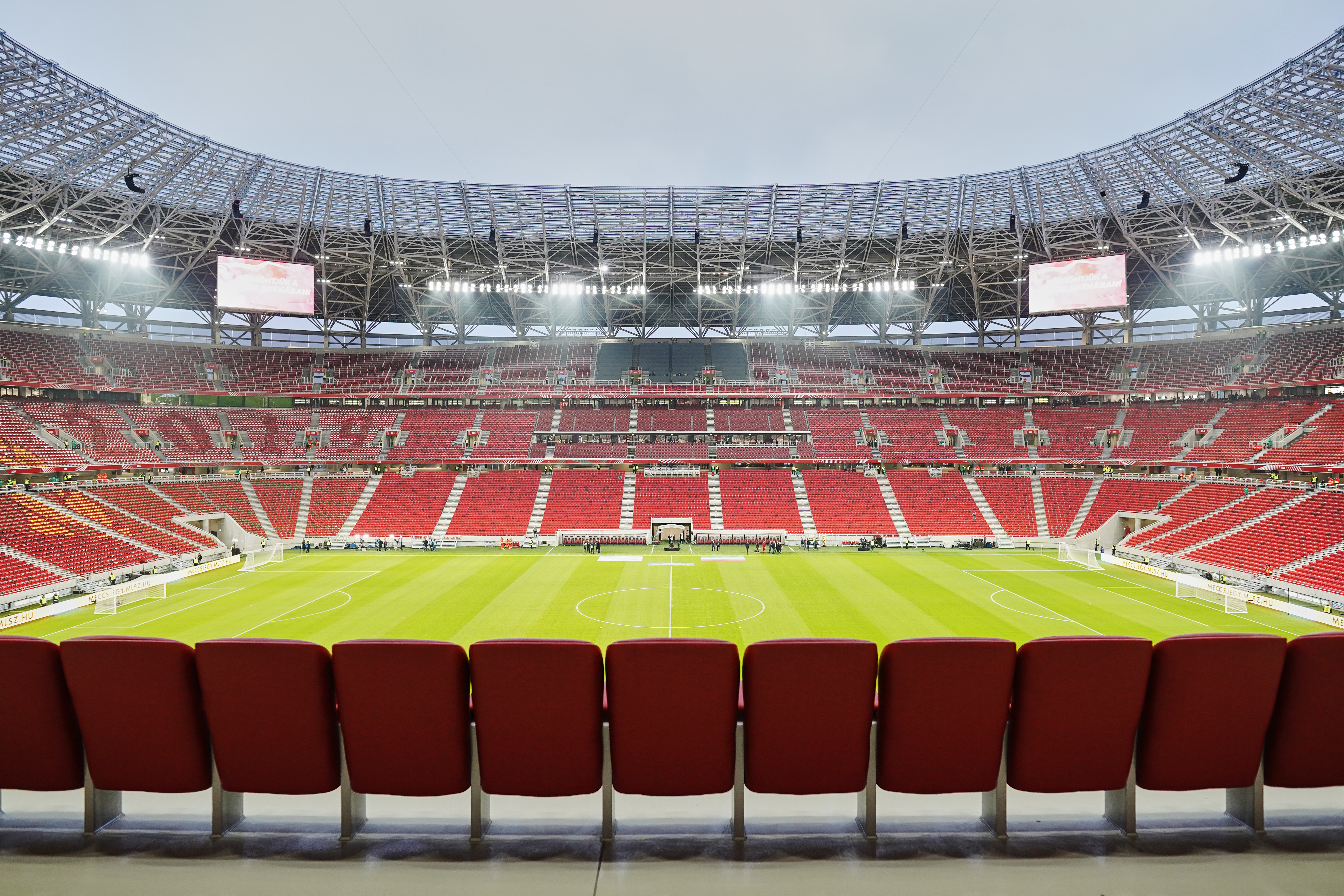
Interior del estadio.

En 2011, cuando se presupuestaba originalmente, el costo de la construcción del nuevo estadio se situó en 35 mil millones de florines húngaros. El 26 de junio de 2014, László Vigh dijo que la construcción del nuevo estadio costaría entre 90 y 100.000 millones de florines húngaros.
El 1 de agosto de 2014, el Nemzeti Sport Központ (el Centro Nacional de Deportes) presentó la visión final del nuevo estadio nacional de Hungría. El arquitecto húngaro György Skardelli, quien fue el diseñador del estadio cubierto cercano, Arena Deportiva de Budapest László Papp mostró sus planes originales que no incluían la demolición del estadio original.
El 19 de septiembre de 2014, la UEFA seleccionó a Budapest para albergar tres juegos de la fase de grupos y un partido de octavos de final de la Eurocopa 2020. El mismo día, Sándor Csányi, presidente de la Federación Húngara de Fútbol, dijo que el hecho de que Budapest pueda albergar la UEFA Euro 2020 es un gran logro de la diplomacia deportiva húngara.
El 23 de febrero de 2017, János Lázár, ministro de la Oficina del primer ministro de Hungría, dijo que el costo del estadio aumentará a 190 mil millones de florines húngaros de los 100 mil millones estimados anteriormente. El presupuesto real de 190 mil millones de florines húngaros (610 millones de euros) supera con creces el 100% de los costos estimados originales y es mucho más costoso que estadios de tamaño similar en Europa, como el Allianz Arena en Múnich o el Emirates Stadium del Arsenal de Londres.
En 2014, los diseños originales del nuevo estadio Ferenc Puskás fueron votados como el mejor diseño por el sitio web especializado StadiumDB.com que complementaba el diseño que incluía una pista de atletismo elevada que dominaba el campo y tenía vistas del horizonte de la ciudad Sin embargo, en el momento de construcción dos intentos de recortar elementos innecesarios del proyecto redujeron el diseño para centrarse en el fútbol debido a la gran inflación del presupuesto de construcción y el deseo de construir un nuevo estadio de atletismo en Budapest por el primer ministro húngaro Viktor Orbán para los futuros Juegos Olímpicos de verano.
El 29 de junio de 2018, se abrió el Centro de Visitantes del Puskás Aréna. Balázs Fürjes, el ministro responsable de Budapest y su aglomeración, dijo en la apertura del centro que el nuevo estadio sería más que un estadio, sería un estadio de usos múltiples que pudieran albergar conciertos y conferencias. También dijo que posiblemente el estadio sería el anfitrión de la final de la UEFA Champions League 2020-21, deseo que finalmente no prosperó.

### Apertura
La ceremonia de apertura del estadio tuvo lugar el día 15 de noviembre de 2019 con un partido amistoso entre la Selección de fútbol de Hungría y la Selección de Uruguay, el partido finalizó con victoria de Uruguay por 2-1, con goles de Ádám Szalai para el local y de Edinson Cavani y Brian Rodríguez para la visita. La idea de invitar al equipo nacional de fútbol de Uruguay surgió de Károly Jankovics, líder de la comunidad húngara en Montevideo.

## Eventos disputados

### Supercopa de Europa 2020
| 24 de septiembre de 2020, 21:00 | Bayern Múnich                            | 2:1 (1:1, 1:1) (t. s.) | Sevilla FC                 |                                                                                |                                                                                |
|                                 | - Leon Goretzka 34' - Javi Martínez 104' | Reporte                | - Lucas Ocampos 13' (pen.) | Asistencia: 15.180 espectadores Árbitro(s): Anthony Taylor VAR: Stuart Attwell | Asistencia: 15.180 espectadores Árbitro(s): Anthony Taylor VAR: Stuart Attwell |

### Eurocopa 2020
- El estadio albergó cuatro partidos de la Eurocopa 2020, pospuesta al verano de 2021 debido a la pandemia de COVID-19.
| Fecha               | Selección #1 | Resultado | Selección #2    | Ronda                 | Espectadores |
| ------------------- | ------------ | --------- | --------------- | --------------------- | ------------ |
| 15 de junio de 2021 | Hungría      | 0–3       | Portugal        | Primera fase, Grupo F | 55 662       |
| 19 de junio de 2021 | Hungría      | 1–1       | Francia         | Primera fase, Grupo F | 55 998       |
| 23 de junio de 2021 | Portugal     | 2–2       | Francia         | Primera fase, Grupo F | 54 886       |
| 27 de junio de 2021 | Países Bajos | 0–2       | República Checa | Octavos de final      | 52 834       |